# Alberte d'Agen
Sainte Alberte ou Alberta est une martyre de l’Église catholique. Elle est l'une des victimes de la persécution de Dioclétien à Agen. Elle a péri décapitée sous le joug du proconsul Dacien en compagnie de saint Caprais, le 20 octobre 303, deux semaines après sa sœur sainte Foy. Elle a été décapitée tout comme sa sœur car un orage providentiel a éteint le bûcher sur lequel elles devaient périr.

## Reliques

### Historique de la redécouverte

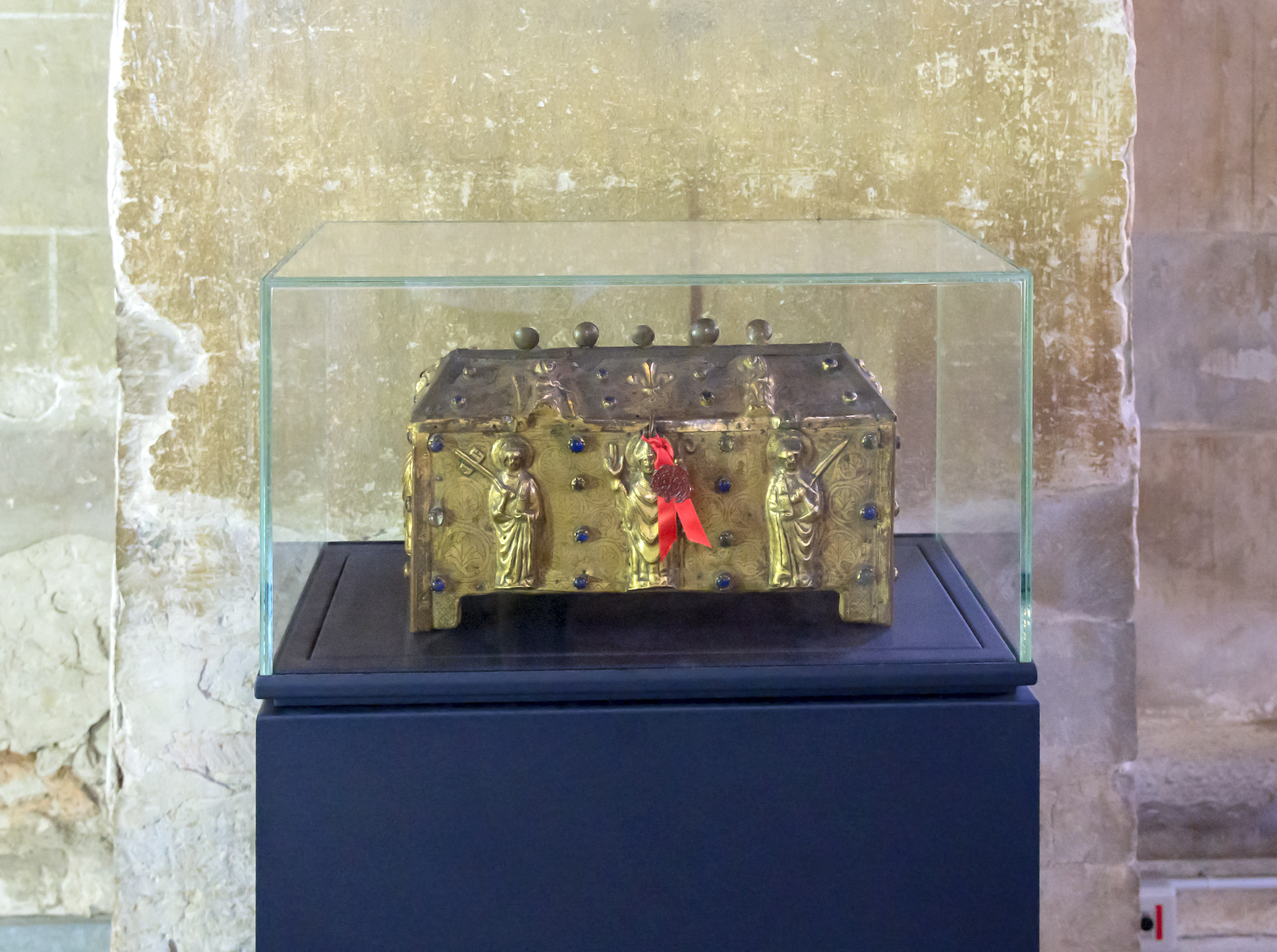
Les reliques de sainte Alberte dans la châsse de saint Phébade (XIII), église Saint-Pierre-et-Saint-Phébade de Venerque.

Ses restes sont conservés  en l'église Saint-Pierre-et-Saint-Phébade de Venerque dans la Haute-Garonne. Ces derniers se trouvent dans le même reliquaire que saint Phébade. On doit cette invention à l'abbé Melet. Il sait alors que la tête de saint Phébade ne se trouve pas dans ce reliquaire car ce qu'il en reste est à Agen. Or il y découvre des ossements de crâne et d'autres os qui n'appartiennent visiblement pas à l'évêque d'Agen. Après de minutieuses recherches dans de vieilles archives, l'abbé Melet en perce le secret : il s'agit de restes de sainte Alberte. Ils étaient réunis dans le même reliquaire depuis le XIe siècle.

### Distribution
Une partie des reliques ont été distribuées notamment à la cathédrale Saint-Caprais d'Agen.

## Réunion des deux sœurs
À la suite de cette redécouverte, le 22 septembre 1884, l'évêque de Rodez fait don à Venerque d'une relique de sainte Foy, « afin que les deux sœurs se trouvent à nouveau réunies ». Ces nouvelles reliques proviennent de la châsse de Sainte Foy qui avait été découverte à Conques. Cet événement donnera lieu le 21 octobre 1884 à une cérémonie solennelle au lieu-dit Montfrouzi à Venerque par le vicaire d'Agen, l'abbé Rumeau. Le martyre de la sainte fut donné en exemple aux jeunes comme courage en face de la mort. Trois évêques et quarante prêtres y seront présents aux côtés d'une foule immense.

## Représentations et hommages

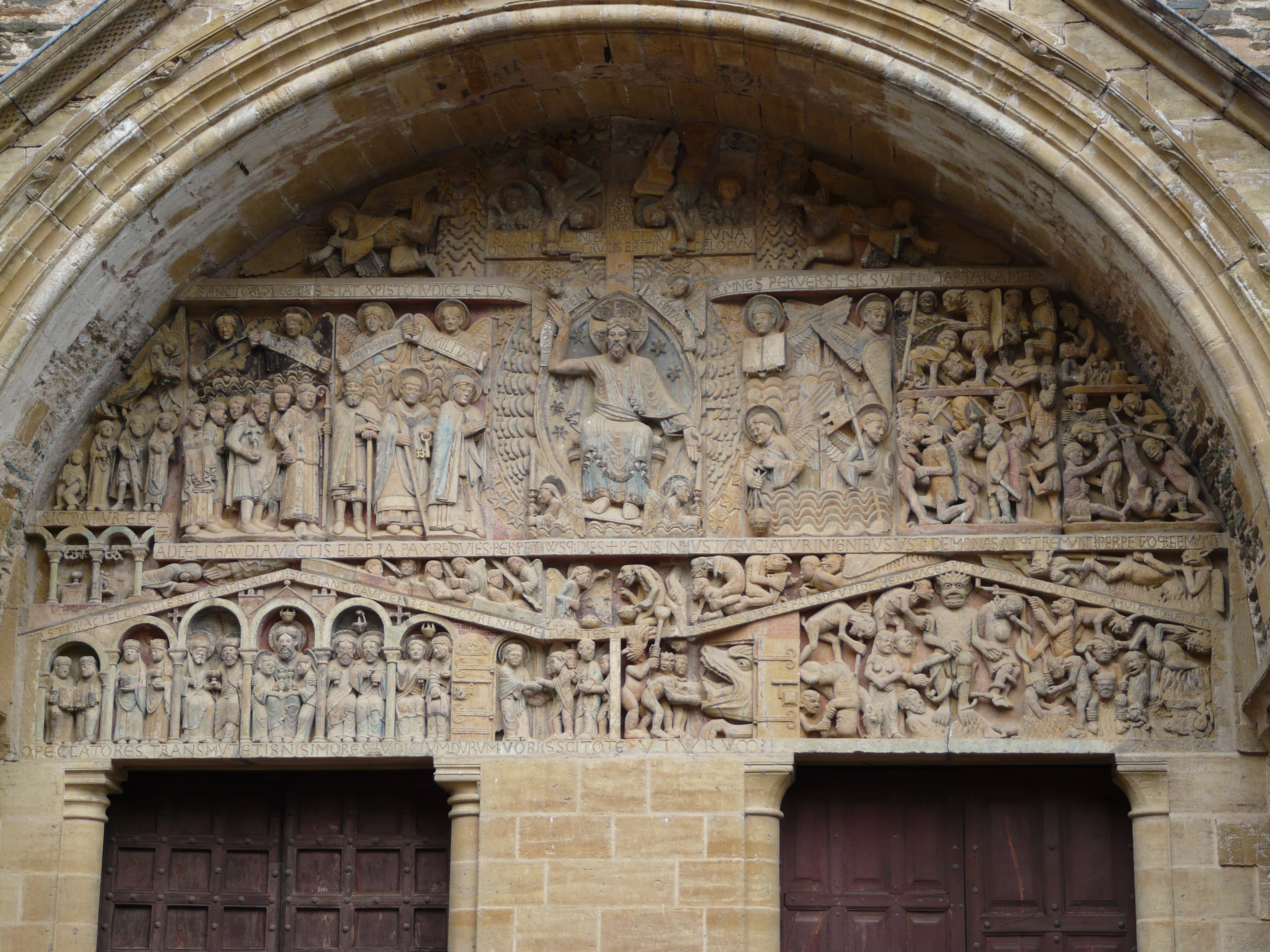
Le tympan de l'abbatiale Sainte-Foy de Conques.

Le curé poète Jean Barthès a chanté la martyre dans son plus beau recueil Autour du clocher par ces vers : 
« La vierge qui mourut à 12 ans, pour son Dieu, calme au milieu du cirque et souriant au glaive ! ».  
Sainte Alberte est vraisemblablement représentée sur le tympan de l'abbatiale Sainte-Foy de Conques. Elle est à côté du Christ en majesté, sur sa droite là où est symbolisé le paradis. Elle fait partie du cortège des élus emmenés par la Vierge. Il y a là Charlemagne, bienfaiteur légendaire de l'abbaye. Elle se situe entre saint Caprais, évêque d'Agen, et Arosmède, le moine qui déroba à Agen les reliques de sa sœur sainte Foy.
Sainte Alberte est fêtée le 11 mars. 
Dicton de la Sainte Alberte : « À la Sainte Alberte, les fenêtres grandes ouvertes tu vois le Soleil qui brille, les arbres prennent leur belle couleur verte alors profites-en pour aller à la découverte du domaine de Certes ».